# Charny (Yonne)
Charny foi uma comuna francesa na região administrativa de Borgonha-Franco-Condado, no departamento de Yonne. Estendia-se por uma área de 18,99 km². Em 2010 a comuna tinha 4 926 habitantes (densidade: 259,4 hab./km²).
Em 1 de janeiro de 2016, passou a formar parte da nova comuna de Charny Orée de Puisaye.